# Gyrammina
Gyrammina es un género de foraminífero bentónico de estatus incierto, aunque considerado un sinónimo posterior de Trochammina de la subfamilia Trochammininae, de la familia Trochamminidae, de la superfamilia Trochamminoidea, del suborden Trochamminina, y del orden Trochamminida. Su especie tipo es Trochammina annularis. Su rango cronoestratigráfico abarca el Holoceno.

## Discusión
Clasificaciones previas incluían Gyrammina en el suborden Textulariina del orden Textulariida. Otras clasificaciones lo han incluido en el orden Lituolida.

## Clasificación
Gyrammina incluía a la siguiente especie:
- Gyrammina annularis